# Жайворонок євразійський
Жа́йворонок євразійський (Alaudala heinei) — вид горобцеподібних птахів родини жайворонкових (Alaudidae). Він зустрічається в Україні та центральній Туреччині в частинах Центральної Азії та Південного Сибіру на захід до південно-центральної Монголії та на південь до Південного Афганістану. Цей вид і Жайворонок сірий (A. rufescens) раніше вважалися конспецифічними й називалися Жайворонком сірим, але дослідження 2020 року виділило їх як окремі види.

## Таксономія і систематика
Раніше вид жайворонок сірий відносили почергово до родів Жайворонок (Alauda) під офіційною назвою (Alauda rufescens), Малий жайворонок (Calandrella) під назвою (Calandrella rufescens) та Сірий жайворонок (Alaudala) під назвою (Alaudala rufescens).
У 2020 р. в результаті мітохондріального аналізу ДНК підвиди Alaudala rufescens heinei, який гніздиться в Україні, а також підвиди A.r. aharonii, A.r. pseudobaetica та A.r. persica) виключені з виду Alaudala rufescens в окремий вид Alaudala heinei.
У майбутньому можливе подальше дрібнення виду та роду Alaudala. 

## Підвиди
Виділяють чотири підвиди:
- Alaudala heinei pseudobaetica — (Stegmann, 1932) : знайдено у східній Туреччині, Закавказзі та північному Ірані
- Alaudala heinei heinei — (Homyer, 1873) : знайдено від України до східного Казахстану
- Alaudala heinei aharonii — (Hartert, 1910) : знайдено в центральній Туреччині
- Alaudala heinei persica — Sharpe, 1890 : знайдений у східному та південному Іраку до південного та південно-західного Афганістану

## Опис

### Морфологічні ознаки
Розміром приблизно з горобця. Маса тіла — 22–28 г, довжина тіла — приблизно 15 см. Статевий диморфізм відсутній. Дорослий птах зверху сірувато-бурий, з темними плямами; над оком вузька світла «брова», яка іноді малопомітна; низ білуватий, з темними рисками на волі і боках тулуба; махові пера темно-бурі; хвіст темно-бурий, на крайніх стернових перах білі плями; дзьоб і ноги бурі. Молодий птах у цілому схожий на дорослого, але строкатий, з виразнішою світлою облямівкою на перах верху.
Від жайворонка малого, до якого подібний, відрізняється значною густотою рисок на волі, дещо коротшим і більш заокругленим дзьобом, відсутністю чорних поперечних смуг на боках шиї, але найдостовірніше тим, що на складеному крилі найдовші третьорядні махові пера значно не доходять до верхівки крила, яку утворюють першорядні махові. Від жайворонка малого відрізняється також піснею.

### Голос
Пісня різноманітна й мелодійна, поклик — подібне до дзижчання «тчррр» або подвійне «трр-чррр».

## Ареал виду та поширення в Україні
Ареал виду охоплює Північну Аравію, Малу Азію, південь межиріччя Дону, Волги й Уралу, Закавказзя, Центральну Азію, окремі райони Південно-західної Азії. Райони зимівлі — у південній частині ареалу. В Україні гніздиться у Причорномор'ї, Північно-західному Приазов'ї, північній частині Криму; зимує в Присивашші.

## Чисельність і причини її зміни
Протягом останніх десятиліть у Європі відбувається скорочення чисельності. Станом на початок ХХІ ст. її оцінювали у 1,6–4 млн гніздових пар. Найбільша кількість — 1–3 млн пар — гніздиться у європейській частині Росії. Чисельність в Україні становить приблизно 0,2–2 тис. пар. За останні десятиріччя вона зменшилася на 20 %. У зимовий період від пониззя Дніпра до півдня Донеччини та у Степовому Криму тримається 0,1–1 тис. ос. На лучних ділянках заплави р. Молочної у Запорізькій області в січні 1997 і 1999 рр. щільність становила 5,6–26,4 ос./км². Іноді загальна чисельність зимуючих птахів більша: у першій половині 2001 р. по усьому регіону зимівлі в Україні виявлено 7,22 тис. ос. Скорочення чисельності відбувається через зменшення придатних для гніздування біотопів внаслідок обробітку цілинних ділянок та заліснення.

## Особливості біології
Перелітно-кочовий птах, деякі популяції осілі. В Україні на гніздових ділянках з'являється у кінці квітня. Тримається у посушливих степових районах із солончаками, пісками, перелогами та випасами з негустою трав'яною рослинністю. Гніздиться окремими парами. Гнізда з решток рослин влаштовує на землі. Кладки яєць трапляються з початку травня до початку липня, у частини птахів, ймовірно, впродовж гніздового періоду буває 2 кладки. У кладці 4–5 яєць. Пташенята залишають гнізда у віці 9 днів. Перших зльотків спостерігають з кінця травня, погано літаючі пташенята трапляються до початку серпня. Вигодовують пташенят обидва птахи пари. У післягніздовий період птахи тримаються зграями. Влітку живляться комахами, переважно жуками і прямокрилими; до раціону входить і рослинна їжа. У зимовий період у живленні переважає насіння різних рослин.

## Охорона
Перебуває під охороною Бернської конвенції (Додаток ІІ). Включений до третьої редакції Червоної книги України (2009) (статус — неоцінений). В Україні охороняється у Азово-Сиваському національному природному парку. З метою ефективнішої охорони слід створити умови для відновлення природних фітоценозів у місцях поширення виду, відмовитися від зрошування або заліснення земель у посушливих степових районах.